# Frankie Drake Mysteries
Frankie Drake Mysteries (în română Misterele lui Frankie Drake) este un serial canadian difuzat în România de Epic Drama. Acesta a avut premiera pe data de 6 noiembrie 2017 pe CBC în Canada, iar pe data 5 noiembrie 2018 serialul a început să fie difuzat și în România.
Serialul o are în prim-plan pe Frankie Drake (interpretată de Lauren Lee Smith), prima femeie detectiv particular din Toronto, care rezolvă cazuri alături de Trudy Clark (interpretată de Chantel Riley) în anii 1920.
Frankie Drake Mysteries a fost creat de Carol Hay și Michelle Ricci, amândouă fiind anterior scenaristele și producătoarele Murdoch Mysteries. Producția este asigurată de Shaftesbury Films.

## Personaje

### Personaje principale
- Lauren Lee Smith ca Frankie Drake, primul detectiv particular femeie din Toronto și proprietara Drake Private Detectives.
- Chantel Riley ca Trudy Clarke, partenera lui Frankie în afacerea ce implică detectivi particulari.
- Rebecca Liddiard ca Mary Shaw, un ofițer al departamentului de Moravuri al Poliției din Toronto care o ajută, neoficial, în repetate rânduri pe Frankie în cazurile acesteia.
- Sharon Matthews ca Flo Chakowitz, un patolog la morga din Toronto.

### Personaje periodice
- Grace Lynn Kung ca Wendy Quon, proprietara Quon's Cafe, un bar frecventat de personajele principale.
- Wendy Crewson ca Nora Drake, mama lui Frankie.
- Emmanuel Kabongo ca Moses Page, instructorul de box al lui Frankie.
- Steve Lund ca Ernest Hemingway, scriitor și reporter pentru Toronto Star.
- Romaine Waite ca Bill Peters, un prieten de-al lui Trudy care lucrează în primărie și care, ocazional, le ajută pe fete cu informații.
- Anthony Lemke ca Detective Grayson, recent transferat la Poliția din Toronto și un ghimpe în investigațiile lui Frankie.

## Episoade
| Sezonul | Sezonul | Episoade | Episoade | Premiera TV        | Premiera TV       | Premiera TV |
| Sezonul | Sezonul | Episoade | Episoade | Prima transmisie   | Ultima transmisie | Reţea       |
| ------- | ------- | -------- | -------- | ------------------ | ----------------- | ----------- |
|         | 1       | 11       | 11       | 6 noiembrie 2017   | 2 mai 2018        | CBC         |
|         | 2       | 10       | 10       | 24 septembrie 2018 | VFA               | CBC         |

### Sezonul 1
| Nr. în serial | Nr. în sezon | Titlu                    | Regizat de       | Scris de               | Data difuzării                                             |
| ------------- | ------------ | ------------------------ | ---------------- | ---------------------- | ---------------------------------------------------------- |
| 1             | 1            | „Mother of Pearl”        | Ruba Nadda       | Michelle Ricci         | 6 noiembrie 2017 în Canada · 5 noiembrie 2018 în România   |
| 2             | 2            | „Ladies in Red”          | Ruba Nadda       | Cal Coons              | 13 noiembrie 2017 în Canada · 6 noiembrie 2018 în România  |
| 3             | 3            | „Summer in the City”     | Norma Bailey     | Carol Hay              | 20 noiembrie 2017 în Canada · 7 noiembrie 2018 în România  |
| 4             | 4            | „Healing Hands”          | David Sutherland | Andrew Burrows-Trotman | 27 noiembrie 2017 în Canada · 8 noiembrie 2018 în România  |
| 5             | 5            | „Out of Focus”           | David Sutherland | John Callaghan         | 4 decembrie 2017 în Canada · 9 noiembrie 2018 în România   |
| 6             | 6            | „Whisper Sisters”        | Leslie Hope      | Adriana Maggs          | 11 decembrie 2017 în Canada · 12 noiembrie 2018 în România |
| 7             | 7            | „Ties That Bind”         | Eleanor Lindo    | Carol Hay              | 8 ianuarie 2018 în Canada · 13 noiembrie 2018 în România   |
| 8             | 8            | „The Pilot”              | Leslie Hope      | Carol Hay              | 15 ianuarie 2018 în Canada · 14 noiembrie 2018 în România  |
| 9             | 9            | „Ghosts”                 | Peter Stebbings  | Ian Carpenter          | 22 ianuarie 2018 în Canada · 15 noiembrie 2018 în România  |
| 10            | 10           | „Anastasia”              | Cal Coons        | Michelle Ricci         | 29 ianuarie 2018 în Canada · 16 noiembrie 2018 în România  |
| 11            | 11           | „Once Burnt Twice Spied” | Peter Stebbings  | Michelle Ricci         | 5 februarie 2018 în Canada · 19 noiembrie 2018 în România  |

### Sezonul 2
| Nr. în serial | Nr. în sezon | Titlu                              | Regizat de       | Scris de               | Data difuzării     |
| ------------- | ------------ | ---------------------------------- | ---------------- | ---------------------- | ------------------ |
| 12            | 1            | „The Old Switcheroo”               | Ruba Nadda       | Carol Hay              | 24 septembrie 2018 |
| 13            | 2            | „Last Dance”                       | Ruba Nadda       | James Hurst            | 1 octombrie 2018   |
| 14            | 3            | „Radio Daze”                       | Cal Coons        | Ruba Nadda             | 8 octombrie 2018   |
| 15            | 4            | „Emancipation Day”                 | Ruba Nadda       | Andrew Burrows-Trotman | 15 octombrie 2018  |
| 16            | 5            | „Dressed to Kill”                  | David Sutherland | Jessie Gabe            | 22 octombrie 2018  |
| 17            | 6            | „Extra Innings”                    | David Sutherland | John Callaghan         | 29 octombrie 2018  |
| 18            | 7            | „50 Shades of Greyson”             | Cal Coons        | Jessie Gabe            | 5 noiembrie 2018   |
| 19            | 8            | „Diamonds are a Gal's Best Friend” | Peter Stebbings  | Carol Hay              | 12 noiembrie 2018  |
| 20            | 9            | „Now You See Her”                  | Ruba Nadda       | John Callaghan         | 19 noiembrie 2018  |
| 21            | 10           | „Dealer's Choice”                  | Ruba Nadda       | James Hurst            | 26 noiembrie 2018  |